# 스투데니차 수도원

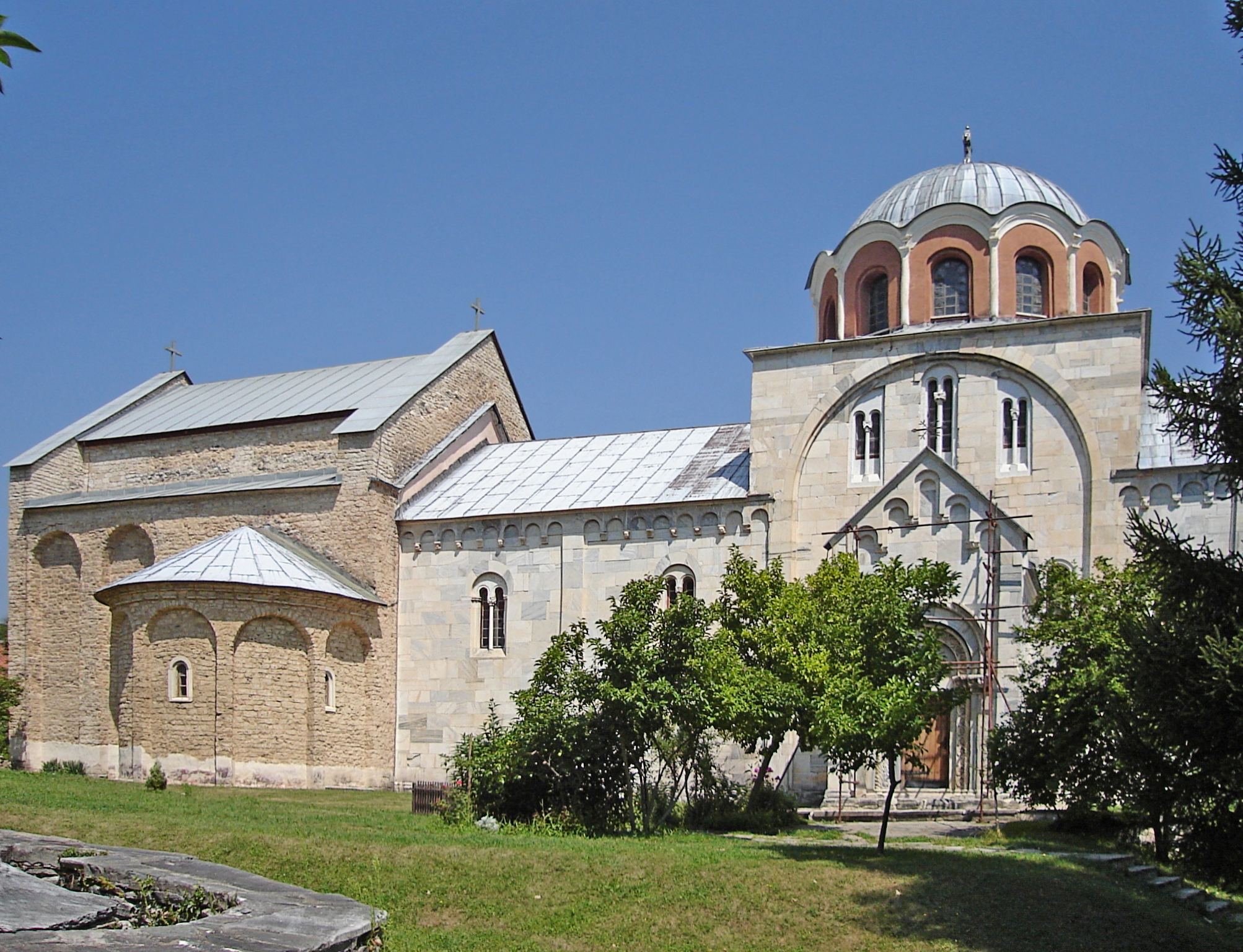

스투데니차 수도원(세르비아어: Манастир Студеница, Manastir Studenica)는 세르비아 중부 크랄레보에 위치한 세르비아 정교회 수도원이다. 크랄레보에서 남서쪽으로 39km 정도 떨어진 곳에 위치한다.
1190년 세르비아 대공국의 스테판 네마냐 대공에 의해 설립되었다. 성벽에 둘러싸인 2개의 부속 성당인 처녀 성당, 왕의 성당으로 구성되어 있다.
13세기부터 14세기까지 제작된 비잔티움 양식의 프레스코 벽화가 남아있다. 1986년에는 유네스코가 지정한 세계유산에 등재되었다.

## 같이 보기
- 소포차니 수도원
- 비소키 데차니